# Delaneys Creek
Delaneys Creek är en del av en befolkad plats i Australien. Den ligger i kommunen Moreton Bay och delstaten Queensland, omkring 57 kilometer nordväst om delstatshuvudstaden Brisbane.
Närmaste större samhälle är Caboolture, omkring 18 kilometer sydost om Delaneys Creek. 
I omgivningarna runt Delaneys Creek växer i huvudsak städsegrön lövskog. Runt Delaneys Creek är det ganska glesbefolkat, med 32 invånare per kvadratkilometer. Genomsnittlig årsnederbörd är 1 222 millimeter. Den regnigaste månaden är januari, med i genomsnitt 252 mm nederbörd, och den torraste är september, med 30 mm nederbörd.